# Papákové z Mošnova
Papákové z Mošnova (von Moschenaw) byl starý šlechtický rytířský rod. Jméno nese podle obce Mošnov, který leží v rovinaté části Moravské brány v okrese Nový Jičín. Je pravděpodobné, že již koncem 12. nebo začátkem 13. století tady mezi Moravou a Slezskem vznikla malá slovanská osada. Papákové drželi obec nejprve celou, ale v roce 1350 již drželi zřejmě jen její část.

## Erb
Erb rytířů z Mošnova tvoří stříbrný nebo bílý tříramenný hákový kříž na červeném štítě. Klenotem na přilbě je jeden hák hříče. Tento erb je složen na způsob jetelového listu.

## Čeněk Papák
První zmínka o Papácích z Mošnova patří Čeňkovi Papákovi z Mošnova (von Moschenaw), který dne 28. září 1415 ve Šternberku podepsal VIII. stížný list proti upálení Jana Husa.
Manželkou Čeňka byla Anna ze šlechtického rodu Hřivnáčových z Hněvošic a Heraltic. Spolu měli tři syny – Jana, Oldřicha (Heralta) a Jiřího. Jan v roce 1453 navázal na služby svého otce; zastával ve Vídni funkci hejtmana nad městskou hotovostí Vídně.
Od roku 1440 podnikala jihomoravská šlechta (Jan z Lichtenburka, Pertold z Lipé aj.) a bývalí rakouští hejtmané (Eincinger, Assenheimer) vpády do Rakouska proti Fridrichovi III. Úspěšným nájezdům z české strany v letech 1441–1445 se Rakušané snažili mimo jiné čelit i tím, že povolali do svých služeb Čeňka Papáka z Mošnova na Hodoníně, zvaného jimi „Pseningko von Mosicz“, který odešel z moravského severovýchodu již v roce 1420. Čeněk z Mošnova a později jeho syn Jan několikrát zasáhli v rakouských záležitostech.
Čeněk Papák zemřel v roce 1454.